# Narodni park Isalo
Narodni park Isalo je narodni park v regiji Ihorombe na Madagaskarju, v jugozahodnem kotu province Fianarantsoa. Najbližje mesto je Ranohira, najbližji mesti pa Toliara in Ihosy. To je pokrajina iz peščenjaka, ki sta jo vetrna in vodna erozija razrezala na skalnate osamelce, planote, obsežne ravnine in do 200 m globoke kanjone. Obstajajo stalne reke in potoki ter številni sezonski vodotoki. Nadmorska višina se giblje med 510 in 1268 m.

## Zgodovina in pomen
Narodni park Isalo je bil ustanovljen leta 1962 in ga od leta 1997 upravlja organ narodnih parkov Madagaskarja. Ljudstvo Bara je tradicionalno naseljevalo to območje, nomadsko ljudstvo, ki se preživlja z govedorejo (zebu). Obstajajo grobišča ljudstva Bara in nekaj starejših grobišč Sakalava.
Isalo je predvsem znotraj ekoregije suhih listnatih gozdov, ekoregije, v kateri je bila naravna vegetacija zmanjšana za skoraj 40 % svojega prvotnega obsega. Vključuje tudi pokrajine, ki veljajo za del ekoregije polvlažnih gozdov, ekoregije, ki je dom številnih endemičnih vrst in je dobila status kritične/ogrožene, ker so ostala le majhna območja avtohtonega habitata in večina teh je zelo razdrobljena. V gozdovih Isala prevladuje endemično drevo tapia (Uapaca bojeri). To je vrsta gozda, ki je omejena v razširjenosti; najdemo ga le v Centralnem višavju Madagaskarja. Nekatera največja nedotaknjena območja gozdov tapie so v Isalu. Tukaj najdemo številne ozko endemične rastlinske vrste, vključno s 13 vrstami, ki so bile najdene le v Isalu, in še 35 vrstami, ki so redke, znane z 2-5 lokacij. Ne samo, da je Sarcolaenaceae rastlinska družina, ki jo najdemo samo na Madagaskarju, dve vrsti znotraj nje (Sarcolaena isaloensis in Schizolaena isaloensis) sta bili najdeni samo v NP Isalo. Tu so tudi nenavadni lišaji, vključno s tipskim primerkom in edino znano lokacijo za ozko endemični Isalonactis madagascariensis.

## Podnebje
Narodni park Isalo je v sušnem zahodnem delu Madagaskarja, znotraj bioklimatskega območja zahodnega suhega listopadnega gozda. Območje ima vroče, suho podnebje z dvema letnima časoma; hladnejša-sušnejša sezona in toplejša-mokra sezona. Vsaka traja od 5 do 7 mesecev. Temperature se gibljejo med 15–32 °C, povprečna letna temperatura je 21,8 °C, povprečna količina padavin pa 791 milimetrov (v Ranohiri). Padavin je najmanj junija, v povprečju 2 mm. Od decembra do februarja so običajno najbolj mokri meseci. Padavine v januarju znašajo v povprečju 199 milimetrov, vendar je v deževni sezoni 2018/2019 padlo veliko padavin, saj je samo januarja padlo 526 mm dežja.

## Geologija
Sedimentna skupina Isalo, ki je v južnem delu bazena Morondava, je glavna geološka tvorba parka, ki tvori masiv Isalo. Skupina je debela do 6000 m, triasnega do zgodnjega jurskega izvora in sestavljena grobozrnatega peščenjaka, ki ga nalagajo pleteni potoki. Masiv Isalo sta erodirala veter in voda, kar je povzročilo globoke kanjone, kupole iz peščenjaka, gore z ravnimi vrhovi in runiformne gore - strme stranske izdanke, ki so bile razrezane v nenavadne oblike. Beseda runiforme temelji na francoski besedi za 'izklesan'.

## Turizem
Za obiskovalce, ki vstopajo v park, je potreben lokalni vodnik, vodnike in nosače pa se lahko najame v Ranohiri. Trekingi po parku lahko trajajo od nekaj ur do enega tedna ali dlje. Park vključuje več naravnih bazenov, ki so priljubljeni med turisti, in so odlična mesta za ogled Bensonovega skalnega drozda (Monticola sharpei bensoni). Glavna grožnja temu parku prihaja iz nezakonitih gozdnih požarov v parku. Požari v naravi omejujejo obseg gozdov in povečujejo travinje, ki ga uporablja govedo.

## Živalstvo
Za NP Isalo je prijavljenih štirinajst vrst sesalcev, vključno z več različnimi vrstami lemurjev.
| Čas videnja | Vrsta |
| ----------- | --- |
| Podnevi     | - Obročastorepi maki (Lemur catta) - Verreauxov sifaka (Propithecus verreauxi) - Rdečečeli lemur (Eulemur rufifrons)                          |
| Ponoči      | - Sivi mišji lemur (Microcebus murinus) - Rdečerepi športni lemur (Lepilemur ruficaudatus) - Coquerelov orjaški mišji lemur (Mirza coquereli) |

Tukaj je bilo najdenih več kot 100 vrst ptic, vključno Bensonov skalni drozg (Monticola sharpei bensoni), kljunasta raca (Sarkidiornis melanotos) in madagaskarski ibis (Lophotibis cristata).
V narodnem parku Isalo je bilo dokumentiranih 24 dvoživk in 47 plazilcev, vključno s številnimi novimi vrstami. Vrste, ki so endemične za območje Isalo, vključujejo štiri dvoživke (Gephyromantis azzurrae, Mantella expectata, Mantidactylus noralottae in malgaška mavrična žaba (Scaphiophryne gottlebei) ter eno vrsto plazilcev (Trachylepis nancycoutuae). Pomembni primeri so madagaskarska zemeljska boa (Acrantophis madagascariensis), Dumerilov udav (Acrantophis dumerili) in beloustna žaba (Boophis albilabris).

## Rastlinstvo
Botanični popis regije Isalo se je začel z zbirkami Perrierja de la Bâthieja leta 1910. Samo 10 od več kot 400 vrst, ki so bile dokumentirane v Isalu, je tujerodnih vrst. Večina (več kot 70 %) je vaskularnih rastlin, ki so endemične za Madagaskar. Obstaja 13 vrst, ki so bile najdene samo v Isalu, nadaljnjih 35 pa je redkih vrst, znanih na 2-5 mestih. Naslednja tabela navaja vrste, znane samo iz NP Isalo.
| Družina          | Vrsta                     |
| ---------------- | ------------------------- |
| Apocynaceae      | Cynanchum graminiforme    |
| Apocynaceae      | Cynanchum rauhianum       |
| Asphodelaceae    | Aloe isaloensis           |
| Asteraceae       | Helichrysum neoisalense   |
| Dipterocarpaceae | Monotes madagascariensis  |
| Fabaceae         | Crotalaria isaloensis     |
| Fabaceae         | Kotschya perrieri         |
| Fabaceae         | Tephrosia isaloensis      |
| Orobanchaceae    | Radamaea latifolia        |
| Podostemaceae    | Thelethylax isalensis     |
| Rubiaceae        | Anthospermum longisepalum |
| Sarcolaenaceae   | Sarcolaena isaloensis     |
| Sarcolaenaceae   | Schizolaena isaloensis    |

Nekatere cele družine rastlin so endemične za Madagaskar. Primere treh od teh družin je mogoče najti v Isalu; Asteropeiaceae, Sarcolaenaceae in Sphaerosepalaceae. Ne samo, da je Sarcolaenaceae rastlinska družina, ki jo najdemo samo na Madagaskarju, dve vrsti znotraj nje (Sarcolaena isaloensis in Schizolaena isaloensis) sta bili najdeni samo v NP Isalo.

## Lišaji
Madagaskarski lišaji so slabo poznani, vendar je dokumentiranih več kot 500 vrst. V suhih območjih države najdemo le približno 20 vrst. Več teh je bilo dokumentiranih na območju Isalo, vključno s tipskim primerkom in edino znano lokacijo za ozko endemični Isalonactis madagascariensis.

## Vegetacija
V NP Isalo je bilo opisanih šest glavnih habitatov. Six main habitats have been described in Isalo NP.
1. Sklerofilni gozdovi
V sklerofilnih (trdolistnih, suši prilagojenih) gozdovih Isala prevladuje endemično drevo tapia (Uapaca bojeri). To je gozdni tip, ki je omejen v razširjenosti; najdemo le v Centraqlnem višavju Madagaskarja. Nekatera največja nedotaknjena območja gozdov tapie so v Isalu. Ti gozdovi so prilagojeni rednemu požiganju in zanje je značilna razmeroma odprta krošnja, v kateri prevladuje predvsem tapia, druga drevesa pa lahko vključujejo člane družine Euphorbiaceae ali endemične družine Sarcolaenaceae. Glavne sestavine grmovnega sloja sestavljajo vrste iz družin Asteraceae, Rubiaceae in Leguminosae, vendar zelišča in trave tvorijo glavno podrast. V tem habitatu rastejo endemične vrste kalanhja in aloje.
2. Zimzeleni vlažni gozd
Ti gozdovi so povezani z vlažnimi habitati, kot so blizu potokov ali v globokih grapah. V domačih gozdovih v globokih kanjonih so vrste palm Ravenea in Dypsis), Breonadia salicina, Pterophylla sp., Voacanga sp. in Dracaena sp. V nekaterih od teh vlažnih habitatov pa zdaj prevladujejo vnesene vrste, kot so Melia azedarach, Mangifera indica ali Eugenia sp.
3. Pandanusove goščave
Goščave v katerih prevladuje Pandanus pulcher, se pojavljajo v povezavi s plitvejšimi dolinami ali majhnimi potoki, kjer je gozd degradiran in pogosto požgan.
4. Suha (kserofitna) vegetacija
Ta habitat je povezan s suhimi kamnitimi območji, vključno s strmimi pobočji in grebeni. Čeprav je vegetacija redka, so v teh habitatih številne endemične vrste, vključno z Xerophyta sp., slonjo nogo (Pachypodium rosulatum var. gracilius) in ozko endemično Aloe isaloensis.
5. Sekundarne grmovne združbe
Sekundarne grmovne skupnosti najdemo tam, kjer se pobočja masiva Isalo stikajo s polji ali pašniki. Najpogostejše vrste v teh združbah so navedene kot: Mimosa latispinosa, Vangueria madagascariensis, Maesa lanceolata, Aphloia theaeformis, Crotalaria sp. in Tamarindus indica.
6. Travišča
Domača travišča, ki so bila nekoč verjetno omejena na majhne zaplate, naj bi se razširila zaradi intenzivnega požiganja, predvsem zaradi omogočanja paše živine. Travišča (imenovana tudi psevdostepe) so zdaj zelo razširjena v Isalu, kjer prevladujeta Aristida similis in Aristida rufescens ter Trachypogon sp. ali Heteropogon sp. S pogostim požiganjem ohranjajo travinje in preprečujejo ponovno rast dreves.

## Galerija
- Znak za nacionalni park Isalo
- Verreauxova sifaka v nacionalnem parku Isalo
- Rdečečeli rjavi lemur v nacionalnem parku Isalo
- Rdečečeli rjavi lemur z zobmi
- Rdečečeli rjavi lemur
- Obročastorepi maki
- Pachypodium rosulatum gracilius
- Rastlina slonova noga v parku Isalo
- Slonova noga (Pachypodium rosulatum) v parku Isalo
- Slap in Piscine Naturelle
- Canyon des Makis
- Bujna in suha pokrajina
- Erodirane skalne formacije v narodnem parku Isalo
- Stoječi kamni v narodnem parku Isalo
- Lišaji, ki rastejo na skalah v Isalu
- Lišaji, ki rastejo na skalah v Isalu, vključno z Dermatiscum thunbergii